# Sì!... ma vogliamo un maschio
Sì!... ma vogliamo un maschio è un film del 1994 diretto da Giuliano Biagetti.

## Trama
La storia è raccontata da "Nasoraro", un vecchio contadino, e tratta del matrimonio d'amore tra Sandrino e Speranza. I giovani coniugi desiderano avere tanti figli tra cui almeno un maschio, che però nascerà solamente dopo quattro sorelline.